# Polona Juh
Polona Juh je slovenska kazališna i filmska glumica. Rođena je u Ljubljani. Njezini roditelji također su čuveni glumci - Mojca Ribič i Boris Juh. Nakon završene Srednje baletske škole, upisala je studij glume na Akademiji za kazalište, radio, film i televiziju. Danas je stalni član i prvakinja SNG (Slovensko Narodno Gledališče) Drama Ljubljana. Kreirala je preko pedeset različitih uloga. Gledateljima kazališta na teritoriji bivše republike Jugoslavije poznata je zbog gostovanja SNG Drama u Zagrebu, Sarajevu, Beogradu, Skoplju i Podgorici.

## Kazališno ostvarenje
- Hedwig u "Divlja patka" H.Ibsen
- Ifigenija u "Ifigenija u Aulidi" Euripid
- Aglaja u "Idiot" F.M. Dostojevski
- Miranda u "Oluja" William Shakespeare
- Celimena u "Mizantrop" J.B.P.  Moliere
- Desdemona u "Otelo" William Shakespeare
- Julija u "Romeo i Julija" William Shakespeare
- Polly u "Opera za tri groša" Bertolt Brecht
- Albertine u "U traganju za igubljenim vrijemenom" Marcel Proust
- Maša u "Galeb" Anton Čehov
- Grušenjka u "Braća Karamazovi" F.M. Dostojevski
- Ana u "Ana Karenjina" Lav Nikolajevič Tolstoj
- Dorina u "Tartuffe" J.B.P. Moliere
- Ruth u "Dolazak kući" Harold Pinter
- Klitajmestra u "Oresteja" Eshil
- Lady Ana u "Rihard III+II" William Shakespeare
- Frieda u "Zamak" Franz Kafka
- Margareta u "Faust" J. W. Goethe
- Saloma u "Saloma" O. Wilde

## Filmsko ostvarenje
- Duša u "Pod njenim prozorom" M. Pevec
- Bazilika (hr. Bosiljak) u "Jebi ga" M. Hočevar
- Sonja u "Igra parova" M. Zupanič
- Hana u "Laku noć, gospođice" M. Pevec
- Nataša u "Projekcije" Z. Ogresta

## Nagrade
- Nagrada "Stane Sever" Ljubljana,1997
- Nagrada "Zlatni lovorov vijenac" MESS Sarajevo,2000
- Nagrada "Zlatni smijeh" Dani satire Zagreb, 2000
- Nagrada "Prešernov sklad" Ljubljana, 2002
- Nagrada "Silver arrow" FilmFest Moskva, 2007
- Nagrada "Župančičev sklad" podjeljuje grad Ljubljana, 2007
- Nagrada "Zlatna Arena" u Puli, 2011

## Vanjske poveznice
- Vijenac,16.listopad,2003  Arhivirana inačica izvorne stranice od 11. studenoga 2004. (Wayback Machine)
- Vijesnik ON-LINE[neaktivna poveznica]
- Nagrade "Zlatni smijeh"  Arhivirana inačica izvorne stranice od 25. prosinca 2008. (Wayback Machine)
- imdb
- 10.Sarajevo Film Festival  Arhivirana inačica izvorne stranice od 12. lipnja 2007. (Wayback Machine)
- Teatar.hr  Arhivirana inačica izvorne stranice od 22. svibnja 2008. (Wayback Machine)
- Emotionfilm  Arhivirana inačica izvorne stranice od 1. lipnja 2008. (Wayback Machine)
- LUDUS-POZORIŠNE NOVINE  Arhivirana inačica izvorne stranice od 21. lipnja 2007. (Wayback Machine)
- NIN,2002  Arhivirana inačica izvorne stranice od 29. lipnja 2007. (Wayback Machine)
- SNG Drama  Arhivirana inačica izvorne stranice od 5. ožujka 2007. (Wayback Machine)
- slika glumice[neaktivna poveznica]
- slika glumice  Arhivirana inačica izvorne stranice od 1. travnja 2012. (Wayback Machine)